# ميغامي تينسي
ميغامي تينسي (بالإنجليزية: Megami Tensei)‏ هي سلسلة ألعاب فيديو وأنمي يابانية بدأت في سنة 1987 وهي من تطوير شركة أتلس وحالياً مملوكة من قبل سيغا ويتم نشرها عن طريق شركة بانداي نامكو إنترتينمنت.